# Stachoń
Stachoń (808 m n.p.m.) – wzniesienie w południowo-zachodniej Polsce, w Sudetach Środkowych, w Górach Kamiennych, w Masywie Dzikowca i Lesistej Wielkiej, około 2,5 km na zachód od miejscowości Unisław Śląski.

## Położenie
Położony w środkowej części Masywu Dzikowca i Lesistej Wielkiej w północno-środkowej części Gór Kamiennych, między Lesistą Wielką po południowej stronie, a Dzikowcem Wielkim po północnej stronie, od którego oddzielony jest rozległym siodłem.

## Charakterystyka
Ma on formę niewielkiego stożka położonego w części grzbietowej masywu Lesistej Wielkiej, o rozległej części szczytowej, i stromym: zachodnim i wschodnim zboczu, z niewyraźnie zaznaczonym wierzchołkiem. Wzniesienie stanowi zwornik trzech mniejszych grzbietów. Zbocze północno-zachodnie łagodnie obniża się od szczytu o około 20 m i przechodzi w równinę grzbietową ciągnącą się w kierunku wzniesienia Wysoka 808 m n.p.m., północno-wschodnie zbocze tworzy mało widoczny grzbiet odchodzący w kierunku wzniesienia Stachonik 692 m n.p.m. Wzniesienie w całości porośnięte jest lasem regla dolnego. Przez szczyt przechodzi granica gmin: Mieroszów i Czarny Bór.

## Budowa geologiczna
Jest to wzniesienie zbudowane z permskich skał wulkanicznych – porfirów (ryolitów) i tufów porfirowych (ryolitowych), należących do północnego skrzydła niecki śródsudeckiej.

## Ochrona przyrody
Stachoń leży na terenie Parku Krajobrazowego Sudetów Wałbrzyskich

## Turystyka
Przez Stachoń przechodzi szlak turystyczny:
- niebieski – prowadzący z Boguszowa–Gorca na Lesistą Wielką.